# Districtul Arbon
- Prezentul articol se referă la districtul Arbon, una din subdiviziunile administrative ale cantonului Thurgau din Elveția.  Pentru alte utilizări ale numelui, vedeți Arbon (dezambiguizare).

Districtul Arbon în original Bezirk Arbon este unul din cele cinci districte ale cantonului Thurgau (sau Thurgovia) din Elveția. Are o populație de 54.011 (la data de 31 decembrie 2013).  Sediul sau capitala districtului este orășelul (târgul) Arbon.

## Împărțire administrativă
Districtul conține următoarele douăsprezece municipalități:
| Blazon | Municipalitate | Populație (Format:Swiss populations date)Format:Swiss populations ref | Suprafață km² |
| ------ | -------------- | --------------------------------------------------------------------- | ------------- |
|        | Amriswil       | 12.763                                                                | 19,1          |
|        | Arbon          | 14.154                                                                | 5,9           |
|        | Dozwil         | 675                                                                   | 1,4           |
|        | Egnach         | 4.466                                                                 | 18,5          |
|        | Hefenhofen     | 1.234                                                                 | 6,1           |
|        | Horn           | 2.611                                                                 | 1,7           |
|        | Kesswil        | 996                                                                   | 4,4           |
|        | Roggwil (TG)   | 2.887                                                                 | 11,9          |
|        | Romanshorn     | 10.535                                                                | 8,7           |
|        | Salmsach       | 1.368                                                                 | 2,6           |
|        | Sommeri        | 507                                                                   | 4,2           |
|        | Uttwil         | 1.815                                                                 | 4,3           |
|        | Total (12)     | 54.011                                                                | 88,8          |